# Villa Maria Massagué
La Villa Maria Massagué, o Cal Bayona, és una obra eclèctica de Vallbona d'Anoia (Anoia) inclosa a l'Inventari del Patrimoni Arquitectònic de Catalunya.

## Descripció
Edifici d'estatges situat a un xamfrà de la carretera que obliga a la casa a agafar aquesta forma que pren mig circular. Consta de dues plantes i balustrada final. El més remarcable és la decoració exterior que se centra en la segona planta, amb motius florals formant boniques garlandes a les motllures de les finestres i dels "ells de bou" que ocupen la part superior. Sobresurt la tribuna amb columnes d'ordre jònic (?) i un circular mig trencat on es pot llegir el nom de la casa.

## Història
Antigament, l'espai estava ocupat per un cobert propietat de Florenci Bayona Massagué, resident a l'Hospitalet. Sembla ser, que entre el 1916 i el 1920 es va edificar la parcel·la com a casa d'estiueig pel mateix Florenci Bayona, qui va enriquir-se durant la Gran Guerra amb la venda del carbó al mercat negre.
Des que la va vendre la família Bayona ha passat per diverses mans. Entre elles les de Francisco Gallego Sánchez Porro, després en les de Pilar Roig i a Encarna Guijarro Muñoz.